# Synarmadillo aelleni
Synarmadillo aelleni is een pissebed uit de familie Armadillidae. De wetenschappelijke naam van de soort is voor het eerst geldig gepubliceerd in 1983 door Helmut Schmalfuss & Franco Ferrara.